# راشد منير
راشد منير (ولد في 10 سبتمبر 2006) هو لاعب كرة قدم قطري، يلعب كظهير أيمن في نادي كالاهورا ب الإسباني معار من نادي السد القطري.

## مسيرة اللاعب
بدأ مع نادي السد وأعير إلى نادي كالاهورا ب الإسباني في عام 2024 لمدة موسمين.